# Ziziphus
Ziziphus Mill., 1754 è un genere di piante appartenente alla famiglia delle Rhamnaceae, comprendente circa 70 specie. Cresce sotto forma di cespugli o di piccoli alberi dotati di spine nelle regioni caldo-temperate e subtropicali in tutto il mondo.

## Etimologia
Il nome generico proviene da zizfum or zizafun, termine della lingua persiana indicante lo Z. lotus.

## Descrizione
Le foglie sono alterne, intere, con tre venature principali, lunghe dai 2 ai 7 cm; alcune specie sono decidue, altre sempreverdi. I fiori sono piccoli, di un poco evidente giallo-grigio. I frutti sono drupe eduli, giallo-marroni, rosse o nere, globulari e oblunghe, lunghi da 1 a 5 cm, spesso molto dolci e zuccherine, ricordando i datteri nella consistenza e nell'aroma.

## Ecologia
Diverse specie di Ziziphus sono piante nutrici dai bruchi di alcune specie di lepidotteri, tra i quali i bucculatricidi, che si cibano solo di questo genere, e gli Endoclita (Hepialidae).

## Distribuzione e habitat
Sono piante per climi temperati o tropicali, dotati di un'ampia gamma di adattamento. Sono più diffuse dove la temperatura media annua va da 12 a 35 °C e quella minima invernale non scende al di sotto dei -2 °C. Preferiscono gli ambienti caldo-umidi, Crescono bene su terreni profondi, freschi, soffici, di natura siliceo-calcarea o calcareo-argillosa o siliceo-argillosa, con superficie permeabile e pH tra 5,5 e 7,8. In terreni eccessivamente sabbiosi o argillosi, che possono creare acqua stagnante, queste piante non crescono bene. Molte specie sono sensibili alla siccità e se il terreno è troppo secco o di natura calcarea, essi possono soffrire di mancanza di umidità. Alla minima siccità è frequente la caduta di frutti immaturi. Lo Ziziphus ha numerose specie residue che crescono in zone temperate. Queste specie non possono sopportare le basse temperature dei climi continentali.
I requisiti ecologici di questo genere di piante sono in gran parte quelli di specie vigorose con grande capacità di diffondersi in habitat favorevoli. Il genere si adatta principalmente ad alti livelli di precipitazioni piovose e umidità. Alcune specie di Ziziphus, che vivono nella zona mediterranea, sono caducifoglie. Esse perdono tutte le loro foglie in periodi dell'anno in funzione delle variazioni di umidità. Nelle specie decidue delle zone tropicali, subtropicali e aride, la perdita delle foglie coincide con la stagione secca.
Le specie di Ziziphus crescono in gran parte nelle foreste tropicali ma sono state trovate anche nelle stoppie, pascoli, zone costiere, zone montane tropicali e nell'interno di regioni da umide a secche.
Le differenze sono adattamenti ecologici a differenti ambienti su una gamma di climi relativamente secchi-umidi. Le specie in ambienti meno umidi sono più piccole o meno robuste, con fogliame meno rigoglioso e foglie più sottili e hanno celle olearie che producono alberi con un aroma più fragrante.

## Tassonomia
Il genere comprende le seguenti specie:
- Ziziphus abyssinica Hochst. ex A.Rich.
- Ziziphus acuminata Benth.
- Ziziphus affinis Hemsl.
- Ziziphus andamanica Bhandari & Bhansali
- Ziziphus angustifolia (Miq.) Hatus. ex Steenis
- Ziziphus apetala Hook.f.
- Ziziphus attopensis Pierre
- Ziziphus borneensis Merr.
- Ziziphus brunoniana C.B.Clarke ex Brandis
- Ziziphus budhensis Bhattarai & M.L.Pathak
- Ziziphus calophylla Wall.
- Ziziphus cambodiana Pierre
- Ziziphus colombiana Suess. & Overkott
- Ziziphus cotinifolia Reissek
- Ziziphus crebrivenosa C.B.Rob.
- Ziziphus cumingiana Merr.
- Ziziphus djamuensis Lauterb.
- Ziziphus elegans Wall.
- Ziziphus fungii Merr.
- Ziziphus funiculosa Buch.-Ham. ex M.A.Lawson
- Ziziphus glabrata (B.Heyne ex Schult.) B.Heyne ex Wight & Arn.
- Ziziphus globularis Wall.
- Ziziphus guaranitica Malme
- Ziziphus hajarensis Duling, Ghaz. & Prend.
- Ziziphus hamur Engl.
- Ziziphus havilandii Ridl.
- Ziziphus hoaensis Pierre
- Ziziphus horrida Roth
- Ziziphus horsfieldii Miq.
- Ziziphus hutchinsonii Merr.
- Ziziphus incurva Roxb.
- Ziziphus javanensis Blume
- Ziziphus jujuba Mill.
- Ziziphus kunstleri King
- Ziziphus laui Merr.
- Ziziphus leucodermis (Baker) O.Schwartz
- Ziziphus linnaei M.A.Lawson
- Ziziphus lotus (L.) Lam.
- Ziziphus mairei Dode
- Ziziphus mauritiana Lam.
- Ziziphus melastomoides Pittier
- Ziziphus montana W.W.Sm.
- Ziziphus mucronata Willd.
- Ziziphus nummularia (Burm.f.) Wight & Arn.
- Ziziphus oenopolia (L.) Mill.
- Ziziphus oligantha Merr. & L.M.Perry
- Ziziphus otanesii Merr.
- Ziziphus oxyphylla Edgew.
- Ziziphus papuana Lauterb.
- Ziziphus pernettyoides Ridl.
- Ziziphus poilanei Tardieu
- Ziziphus pubescens Oliv.
- Ziziphus pubinervis Rehder
- Ziziphus quadrilocularis F.Muell.
- Ziziphus ridleyana Rasingam & Karthig.
- Ziziphus rivularis Codd
- Ziziphus robertsoniana Beentje
- Ziziphus rubiginosa D.G.Long & Rae
- Ziziphus rugosa Lam.
- Ziziphus spina-christi (L.) Desf.
- Ziziphus subquinquenervia Miq.
- Ziziphus suluensis Merr.
- Ziziphus talanae (Blanco) Merr.
- Ziziphus timoriensis DC.
- Ziziphus trinervis (Cav.) Poir.
- Ziziphus truncata Blatt. & Hallb.
- Ziziphus williamii Bhandari & Bhansali
- Ziziphus xiangchengensis Y.L.Chen & P.K.Chou
- Ziziphus xylopyrus (Retz.) Willd.
- Ziziphus zeyheriana Sond.

Specie molto note sono il giuggiolo (Ziziphus jujuba),  Ziziphus spina-christi (così denominato poiché la leggenda vuole che delle sue spine fosse formata la corona posta sul capo a Cristo nella sua passione), dall'Asia del sud-ovest,  Ziziphus lotus, dalle regioni mediterranee.   

### Specie fossili
- † Ziziphus hyperboreus Heer (Groenlandia, Eocene fossil)
- † Ziziphus wyomingianisBerry (Tipperary, Wind River Basin Wyoming, USA, Eocene fossil)[3]

† = Estinto

## Proprietà
I frutti sono drupe e un'importante fonte di cibo per gli uccelli, che lo mangiano l'intero e ne rigurgitano i semi intatti, distribuendoli sul territorio con Disseminazione ornitocoria nelle migliori condizioni di germinazione. In alcuni casi la disseminazione è causata da mammiferi o pesci.
Essi sono alimenti altamente energetici a causa del loro elevato contenuto in zuccheri. Vengono coltivati e mangiati freschi, secchi o in marmellate. Vengono anche aggiunti come supporto di base nella produzione di caramelle.
Nella medicina tradizionale cinese lo suan zao ren (Ziziphus spinosa) è considerato agrodolce al gusto e neutro negli effetti. Si crede che nutra lo Yin del cuore, aumenti il sangue al fegato e calmi lo spirito. È utilizzato per trattare l'irritabilità, l'insonnia e le palpitazioni cardiache.

## Mitologia
Il mitico "albero del loto" citato nell'Odissea di Omero viene spesso identificato con la specie di Z. lotus, anche se anche la palma da dattero è un possibile candidato.

## Gallery

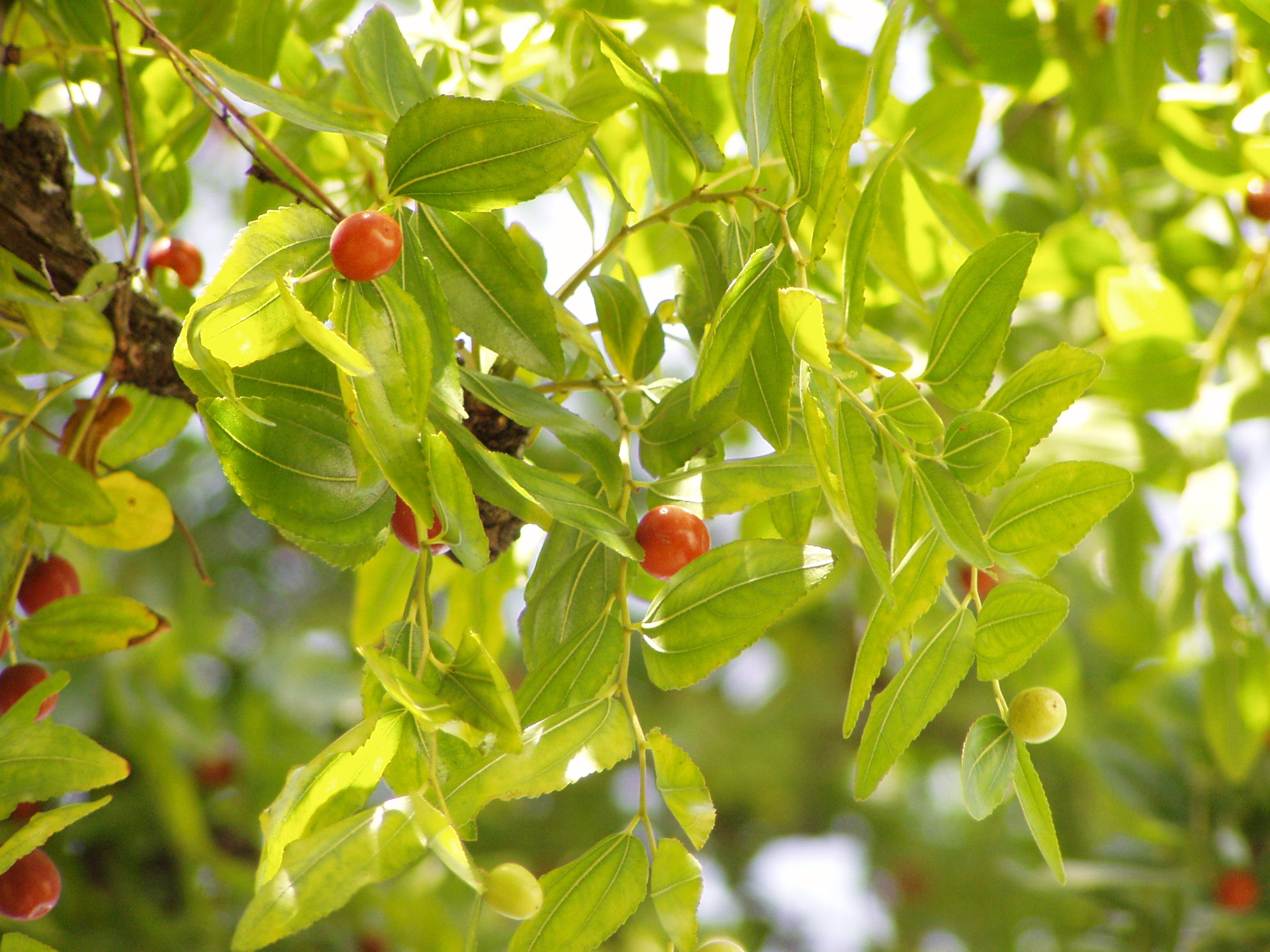
Fogliame di Ziziphus jujuba
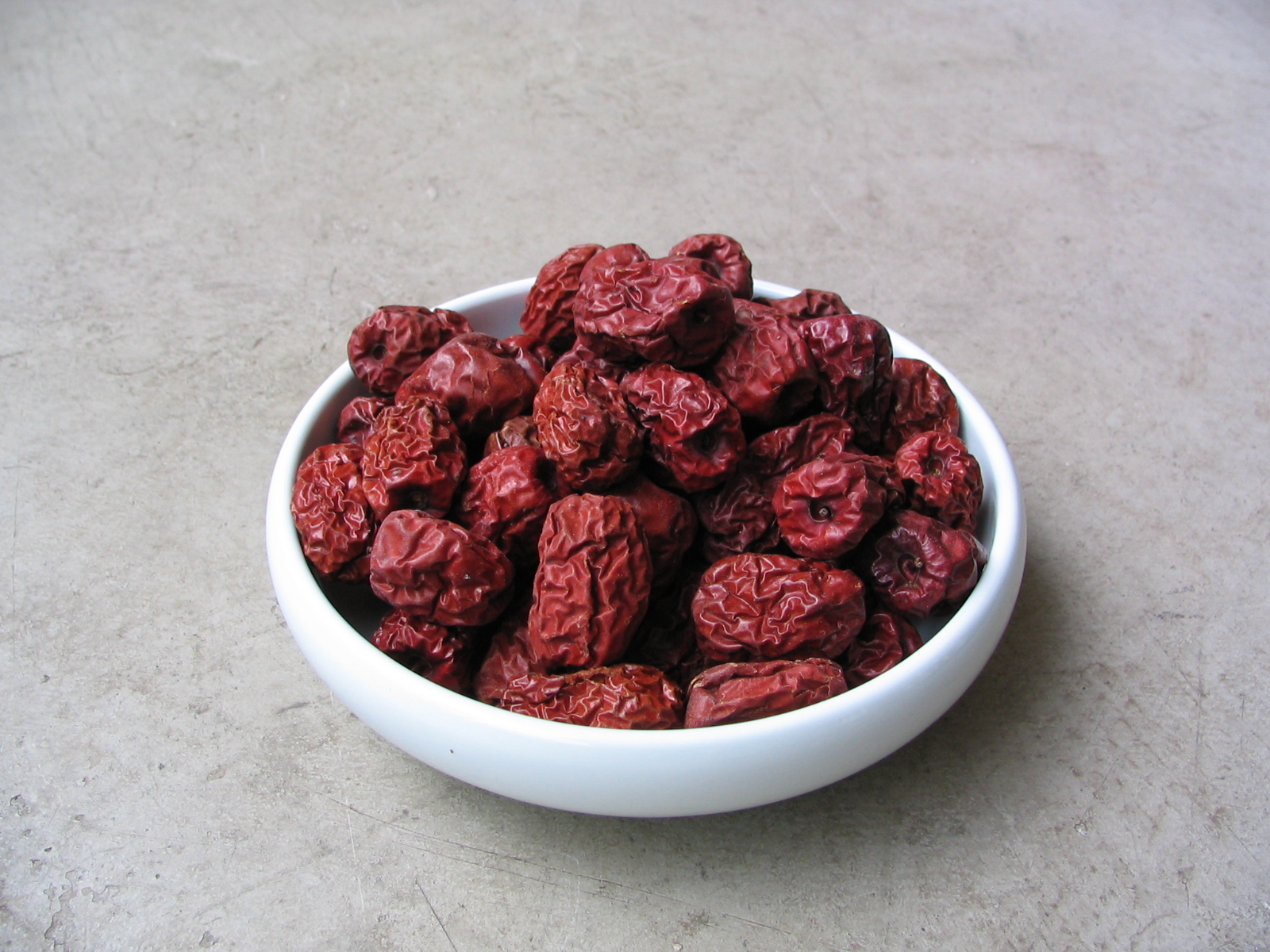
Frutti secchi (azufaifas) di Ziziphus jujuba nel sud della Spagna
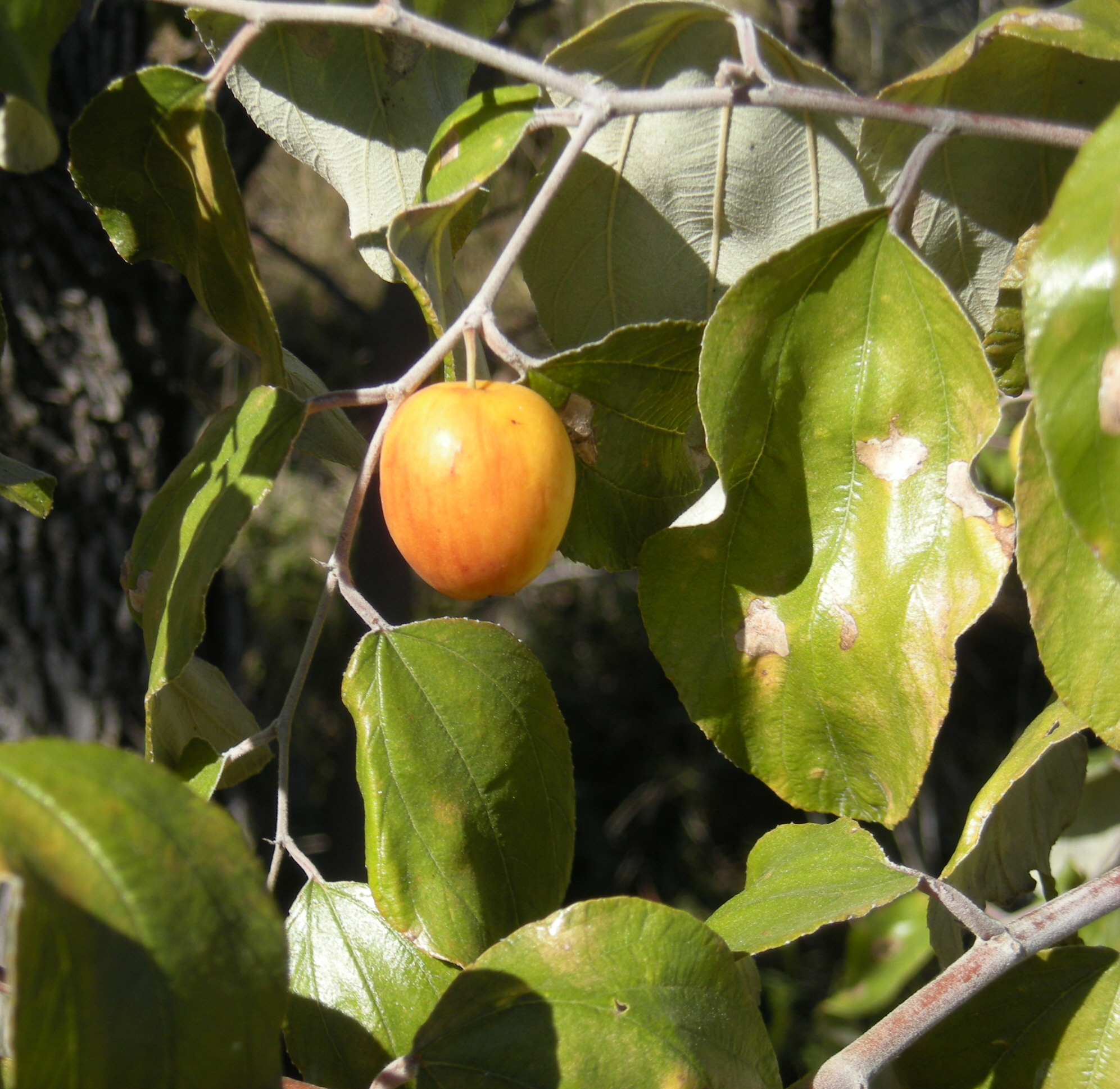
Ziziphus mauritiana
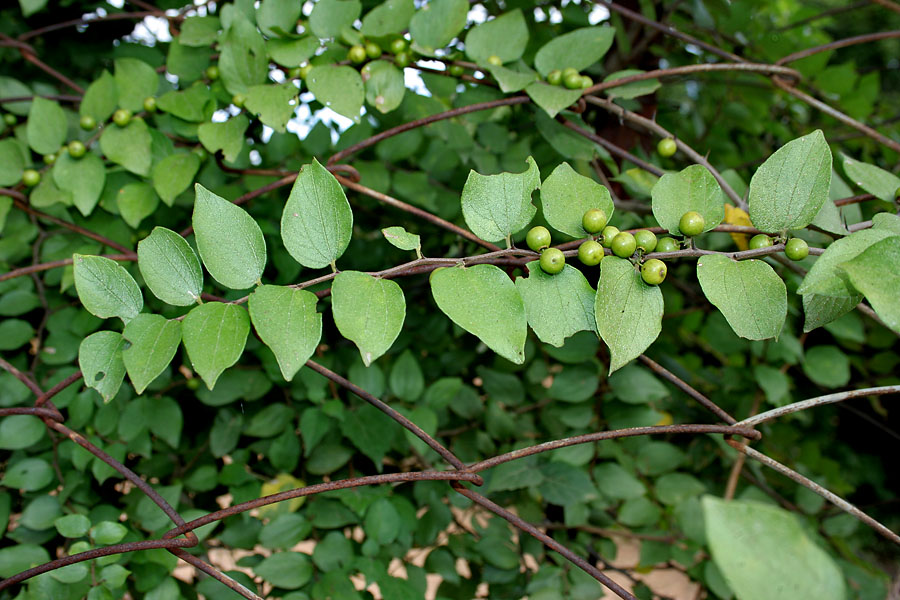
Ziziphus oenoplia in Shamirpet, distretto di Rangareddy, Andhra Pradesh, India.
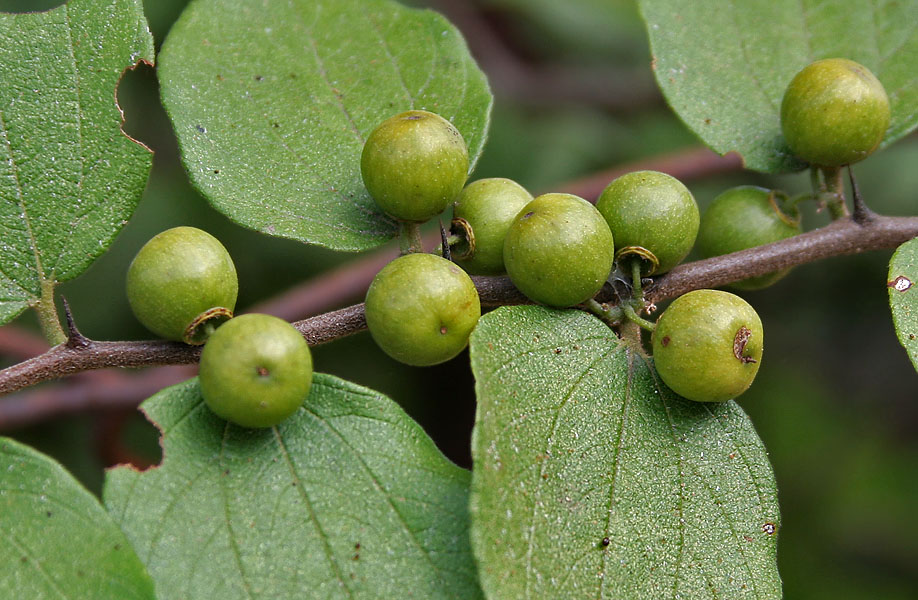
Ziziphus oenoplia in Shamirpet, distretto di Rangareddy, Andhra Pradesh, India.
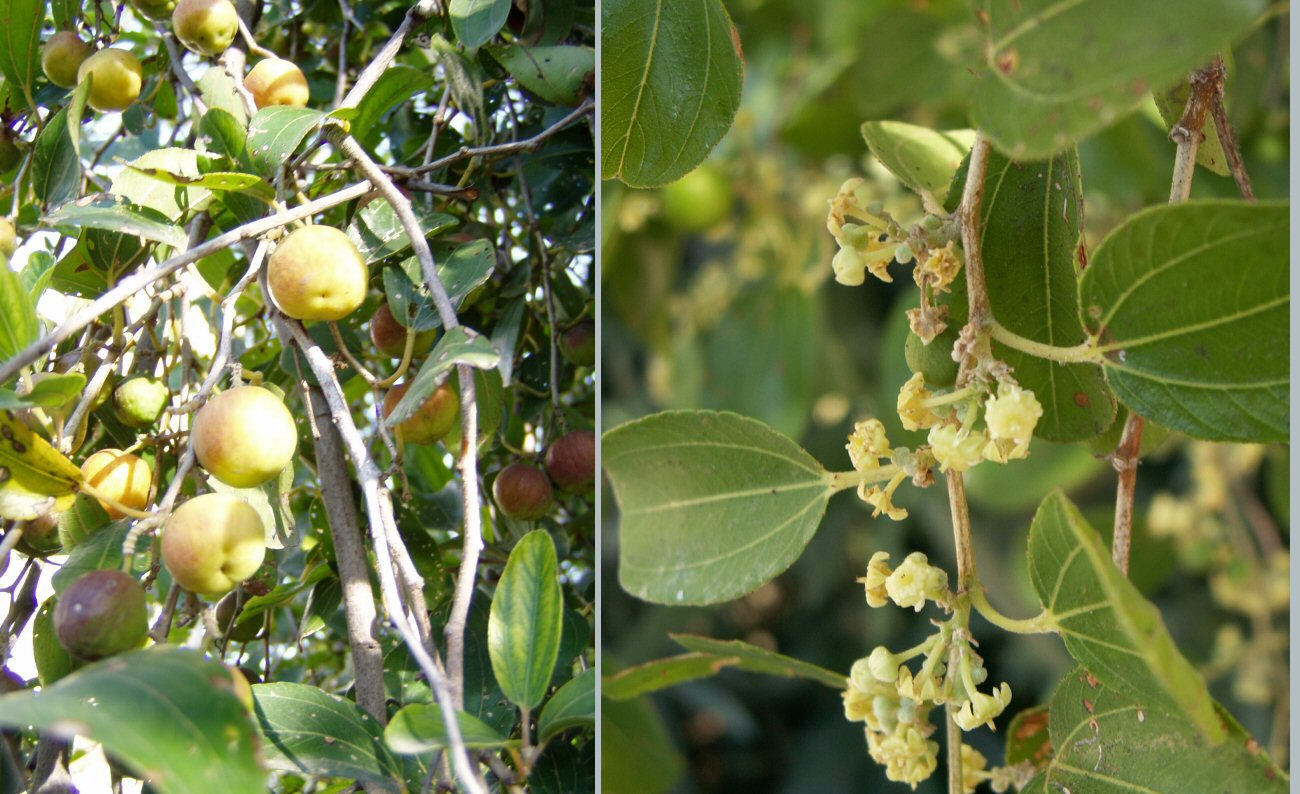
Ziziphus spina-christi
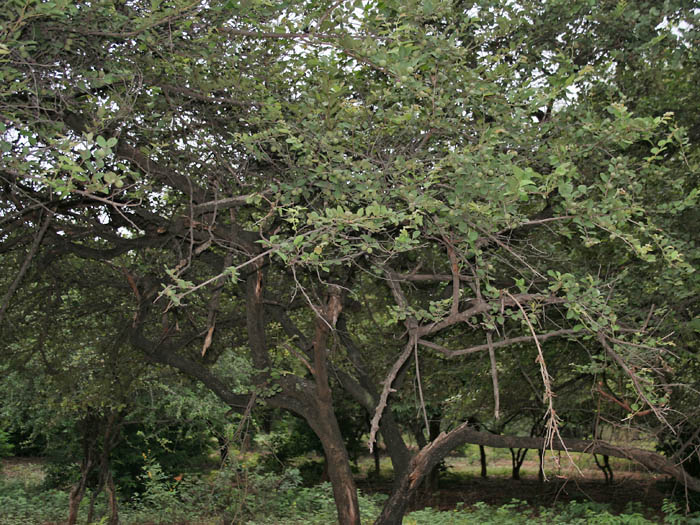
Ziziphus xylopyrus in Hyderabad (India).
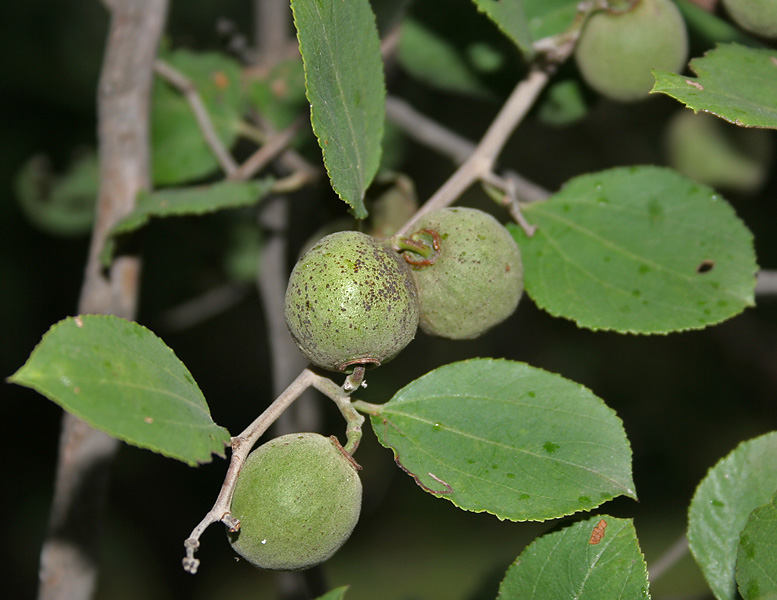
Ziziphus xylopyrus in Hyderabad, India.
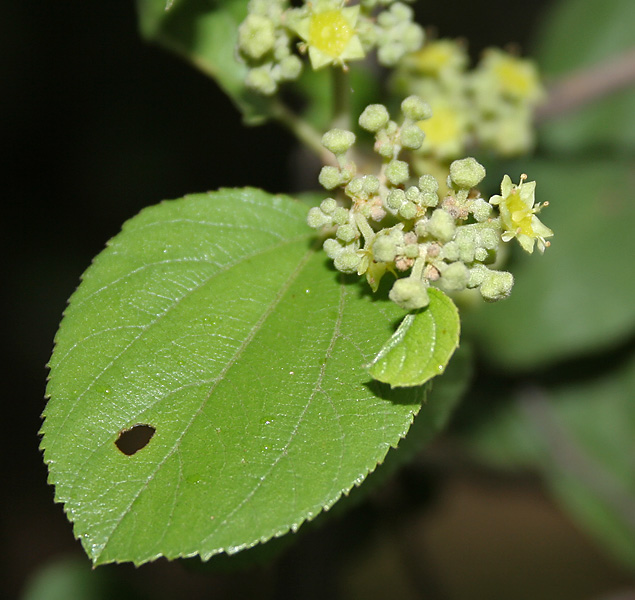
Ziziphus xylopyrus in Hyderabad, India.
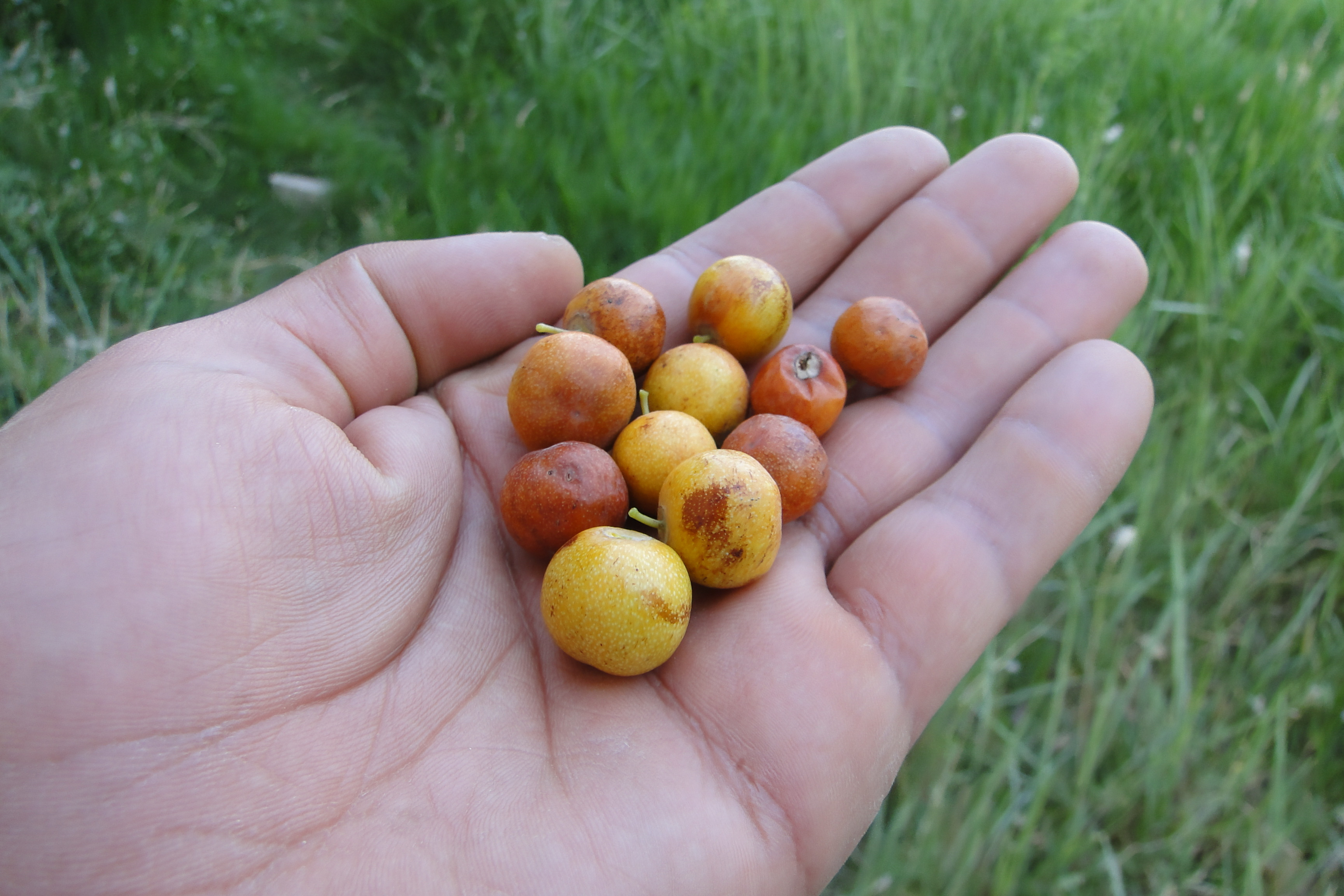
Persian Zizyphus in Iran